# Монти Пайтън
Монти Пайтън (на английски: Monty Python) е трупа, съставена 6 комедийни актьори: британците Греъм Чапман, Джон Клийз, Ерик Айдъл, Тери Джоунс, Майкъл Палин и американеца Тери Гилиъм, най-известни с провокативното си шоу Летящият цирк на „Монти Пайтън“. Първите трима са учили в Кеймбридж, вторите – в Оксфорд, поради което училите във Великобритания Пайтъни са известни общо и като Мафията Оксбридж. Тери Гилиъм е възпитаник на Осидентал Колидж, САЩ, Сценариите за предаванията им се пишат също от тях, като Джон Клийз и Греъм Чапман са екип, както и Тери Джоунс и Майкъл Палин.

## Състав

### Майкъл Пейлин
Той е най-младият от шестимата и често е наричан „Добрият“.
Майкъл Пейлин среща Тери Джоунс в университета. Двамата пишат заедно сценария за сериала „Ripping Yarns“. В началото Пейлин и Джоунс писали заедно, но скоро открили, че е по-продуктивно да пишат отделно, и после да преглеждат какво е написал другия. По този начин скечовете им били по-целенасочени от тези на другите четирима – хващайки една странна ситуация, те се придържат към нея и я доразвиват. Например Испанската инквизиция от „Летящия цирк“. Тези скечове се развиват във всекидневния живот (у дома, в ресторант), но тогава става нещо неочаквано, невъзможно да се предвиди, например нахлуването на Испанската инквизиция с думите: „Никой не очаква Испанската инквизиция!“. Оттук Пейлин и Джоунс могат да си играят с новосъздадената ситуация, докарвайки я до невъзможни, невероятни обрати, например опита да измъчваш стари дами с възглавници.
След Монти Пайтън, Пейлин си партнира с Тери Джоунс. Заедно с Джон Клийз участва в „Риба, наречена Уанда“. Играе и във филма „Бразилия“ на още един бивш член на Пайтъните – Тери Гилиъм. В последните години Пейлин участва в много документални филми за пътешествия по BBC.

### Джон Клийз
Като млад е изгонен от Клифтън Колидж в Бристол, където използвал боядисани стъпки, за да накара статуята на Маршал Дъглас Хейг да изглежда все едно е слязла от пиедестала си и е отишла до тоалетната.
Джон Клийз и Греъм Чапман се запознават, като студенти. За разлика от Палин и Джоунс, двамата писали заедно в една стая. Клийз казва, че писането им се състояло в това той да седи с химикалка и хартия, а Чапман да е седнал с гръб, дълго време мълчащ, но когато изричал нещо, често то било брилянтно.
Неговата роля като сър Ланселот в „Монти Пайтън и Светия Граал“ е подобна на тази на Кевин Костнър в „Робин Худ“: Принцът на крадците, въпреки че е очевидно, че избива гостите на сватбата. Повечето от прочутите му роли са с Майкъл Палин, който казва, че му е любимият от групата.
Като напуска Пайтън, Клийз постигнал може би най-големия си успех като ужасния притежател на хотел Базил Фоути във Фоути Тауърс.

### Греъм Чапман
Греъм Чапман е може би най-добре запомнен с главните си роли в „Монти Пайтън и Светия Граал“, като крал Артур, и в „Животът на Брайън“ като Брайън Коен.
Зад спокойната му външност на висок, пушещ лула човек, се криел алкохолик, с когото останалите от Пайтъните имали трудности. Това била и една от причините Клийз да напусне „Летящия цирк“ след третия сезон. По време да най-лошия си алкохолизъм той пиел по повече от два литра джин всеки ден.
След като Чапман обявил публично своята хомосексуалност, зрителка изпратила писмо до Пайтъните да се оплаче, тъй като била научила, че член на групата бил гей. Ерик Айдъл изпратил отговор, че виновникът е намерен и пребит с камъни. Греъм Чапман починал от рак на 4 октомври 1989.
Умира 1 ден преди 20-годишнината от първото излъчване на „Летящия цирк“. След смъртта му предположенията за завръщането им спрели. Както казал Айдъл: „Ще се съберем отново, ако Греъм се върне от мъртвите. Преговаряме с агента му.“

### Ерик Айдъл
Ерик Айдъл учи в Кеймбридж, няколко години след Джон Клийз и Греъм Чапман. Той е талантлив китарист и композитор (негова е и песента „Винаги гледай от светлата страна на живота“, която се е превърнала в музикалния подпис на трупата). Участва в изготвянето на скечовете на Монти Пайтън, но работи основно самостоятелно по тях.

### Тери Джоунс
Написва заедно с Майкъл Палин „Ripping Yarns“, както и сценария за „Лабиринт“ (1986). Освен сценарист е и режисьор – на „Монти Пайтън и Светия Граал“ и „Животът на Брайън“. Останалите Пайтъни редовно го подкачат за това; Ерик Айдъл постоянно го нарича, по този повод, „най-скучния мъж на планетата“. Също така за него се твърди, че „докато има Тери Джоунс, ще има донякъде и Монти Пайтън“. Режисира и няколко други филма, включително „Викингът Ерик“ (1989) и „Шумът на върбите“ (1996). Също така пише няколко книги по средновековна история и много детски книги. Той е водещ и на документален филм за кръстоносните походи.
Джоунс е женен за Алисън Телфър и има 2 деца. Едни от най-запомнящите се роли на Джоунс са тези на жени на средна възраст с тънък глас.

### Тери Гилиъм
Тери Гилиъм започва, като автор на анимация, в Англия, преди да се присъедини към „Летящия цирк“ на Монти Пайтън, той прави анимации за „Do Not Adjust Your Set“.
Произведенията на Гилиъм за Монти Пайтън имат много отличителен стил. Той смесва собствените си рисунки с фонове и изрязани фигури от стари снимки или картини.
Той режисира заедно с Джоунс „Монти Пайтън и Светия Граал“ и части от другите им филми. Освен със своеобразния си стил е известен и с финансовите проблеми, около творчеството си, което вън от Монти Пайтън често е скъпоструващо, но не е доходоносно. След „Бразилия“, следващият филм на Гилиъм „Приключенията на Барон Мюнхаузен“ струва 46 милиона долара, но събира само 8 милиона от продадени билети. Десетилетие по-късно, Гилиъм започва да снима „Мъжът, който уби Дон Кихот“ с бюджет 32,1 милиона долара – един от най-скъпите филми само с европейско финансиране – но още през първата седмица от снимките актьорът, който играе Дон Кихот се оплаква от здравословни проблеми и снимането на филма е спряно, което води до иск за 15 милиона долара. Същевременно Гилиъм има във филмографията си, като режисьор, изключителни заглавия като Бандити на времето, Бразилия, Приключенията на Барон Мюнхаузен, Кралят на рибарите, Дванайсет маймуни и Страх и ненавист в Лас Вегас, както и Братя Грим (2005).

## Телевизионни шоу-програми
- Летящия цирк на Монти Пайтън (1969 – 1974)

Шоуто, от което започна всичко.
„Летящият цирк“ е телевизионен сериал от 45 епизода, чието излъчване започва по BBC на 5 октомври 1969 г. и трае четири сезона (до 1974 г.). Свободно структуриран като вариете със скечове и анимационни интермедии (на Тери Гилиъм), „циркът“ се прославя с абсурдния си хумор, политическата си некоректност и неочакваните си идеи. Благодарение на него „пайтъните“ се сдобиват с култов статус в съвременната култура. По-късно с тяхно участие и по тяхна идея се правят четири пълнометражни филма, многобройни живи представления на сцена, безброй аудио записи, няколко компютърни игри и книги. Групи като Пинк Флойд и Лед Цепелин са отявлени почитатели на трупата. Дори филмът „Монти Пайтън и Свещеният граал“ е почти изцяло финансиран от тези две групи. Музикантите от Бийтълс също са били фенове на Монти Пайтън. Ринго Стар дори се появява за малко в края на епизод от „Летящия цирк“, озаглавен „Mr. & Mrs. Brian Norris' Ford Popular“, където играе себе си. Джордж Харисън участва като един от канадските конни полицаи в прочутата „Песен на дърваря“.
- Monty Python's Fliegender Zirkus (1972)

Два 45-минутни епизода на „Летящия цирк“, направени за немска публика. Първият е записан на немски, а вторият на английски с дублаж на немски.

## Филми
Монти Пайтън имат 5 филма:
- А сега нещо напълно различно (1971) – Колекция от снимани отново скечове от I-ия и II-ия сезон на Летящия цирк на Монти Пайтън.
- Монти Пайтън и Светия граал (1975) – Заснет е в Шотландия. Във филма, крал Артур (Греъм Чапман), събира Рицарите на Кръглата маса в Англия и отпътува с най-надеждните измежду тях да намерят Светия граал. Придружават го сър Бедивер (Тери Джоунс), сър Ланселот (Джон Клийз), сър Галахад (Майкъл Палин) и сър Робин Не Толкова Храбър Колкото Сър Ланселот (Ерик Айдъл). По пътя, те са изправени пред опасностите на замъка Антракс, населяван от разгонени девици и срещу рицарите, които казват Ни (по-късно са Рицарите, които казват „Ики-ики-ики-ики-пиканг-годем-зоуи-зив“). Попадат и на кръвожаден заек (побеждават го със Свещената Граната на Антиох), и на гигантско нарисувано чудовище „Легендарния черен звяр от Арррррррргх!“ (спасени са, когато художникът (Тери Гилиъм) получава сърдечен удар). Срещат краля на Блатния замък и неговия женствен музикален син Хърбърт, както и пироман-магьосник, наречен Тим и отряд французи, чийто водач играе Джон Клийз. Поради липса на пари, филмът трябвало да бъде направен без коне. Вместо това, актьорите удрят 2 половини на кората на кокосови орехи за да имитират конски тропот. Освен това плетените ризници, носени от много от рицарите във филма са всъщност боядисани вълнени дрехи, а многото замъци, които е виждат са или един и същ, заснет под различни ъгли, или картонени модели.
- Животът на Брайън (1979) - Брайън е роден на първата Коледа, в конюшнята до Исус. Прекарва живота си често бъркан с Месията.
- Monty Python Live at the Hollywood Bowl (1982) – Представление на живо на скечове.
- Смисълът на живота според Монти Пайтън (1983) – Поглед към смисъла на живота в серия скечове за смъртта и отвъд, от уникалната гледна точка на групата.

## Албуми
- Monty Python's Flying Circus (Album) – 1970
- Another Monty Python Record – 1971
- The Monty Python Matching Tie and Handkerchief – 1973
- The Monty Python Instant Record Collection – 1977
- Monty Python's The Final Ripoff – 1988
- Monty Python Sings – 1991
- The Ultimate Monty Python Rip Off – 1994

## Интересни факти
- Програмният език Python е наречен в чест на трупата.
- Терминът „спам“ идва от скеча „Спам“ на Монти Пайтън.
- Нов вид змия е открита в Австралия в началото на 1980-те години. Латинското и наименование започва с Монти Пайтън. Цялото име: Montypythonsidesriversleighensis.